# رامنوغا
الراهب رامنوغا (Śrī Ramanuja) (ولد عام 1017م وتوفي في 1137م، ويُعرف أيضًا بالراهب رامنوغاتشاريا (Śrī Ramanujacharya)، يوديافار (Udayavar)، إيثهيراجار (ياتيراجا) (Ethirajar (Yatiraja))، إيمبرومانار (Emberumannar)، لاكشمانا موني (Lakshmana Muni)) هو عالم باللاهوت وفيلسوف ومفسر للكتاب المقدس. ويعتبره الراهب فياسنافاز (Śrīvaiṣṇavas) على أنه أهم معلم (ācārya) لمعتقدهم الذي يتبع ناثاموني (Nathamuni) وياموناتشاريا (Yamunacharya)، كما يعتبره الهندوسيون بوجه عام المفسر الرئيس للفيششتادفايتا، أحد التفسيرات الكلاسيكية لمذهب فيدانتا الذي يتبع الفلسفة الهندوسية.

## وصلات خارجية
- رامنوغا على موقع الموسوعة البريطانية (الإنجليزية)